# Herman van Swanevelt

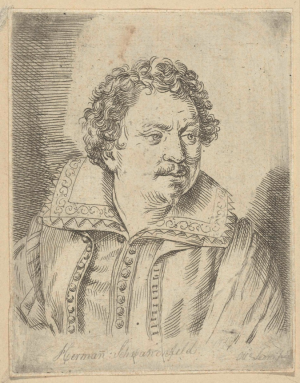
Herman van Swanevelt (zelfportret)

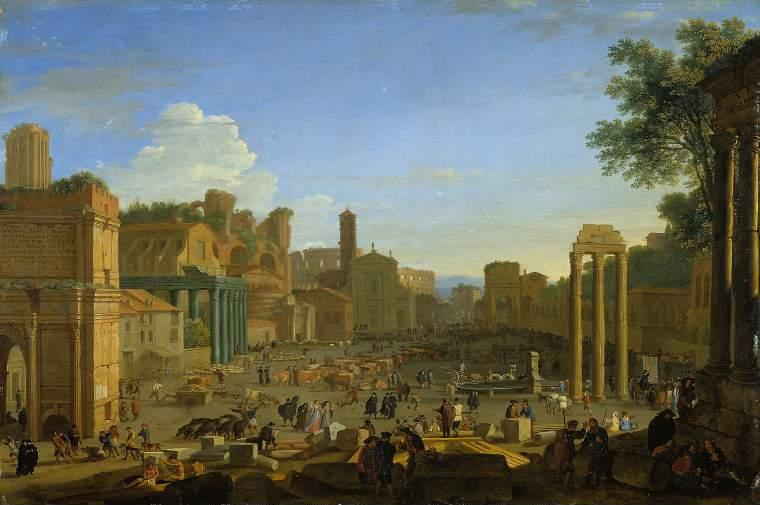
Campo Vaccino in Rome (1631)

Herman van Swanevelt (Woerden, 1603 - Parijs, 1655) was een Nederlands kunst- en frescoschilder, etser en uitgever, die voornamelijk in Frankrijk en Italië werkte. Hij was een van de eersten die landschappen schilderde om het landschap en niet zozeer om er Bijbelse of mythologische figuren in te plaatsen. Zijn figuren, herders met kudden en reizigers met pakezels, zijn klein, maar goed geproportioneerd. Steeds wist hij op subtiele wijze de lichtval op verschillende tijden van de dag af te beelden: zonsopgang, zonsondergang, of juist het in vol zonlicht badende middaguur. 
In de jaren 30 van de 17e eeuw legde hij in zijn landschappen een belangrijke link tussen de vroegere Nederlandse Italianisanten, zoals Paul Bril, Cornelis van Poelenburgh en Bartholomeus Breenbergh, en de tweede generatie waartoe Jan Both en Nicolaes Berchem behoorden. 

## Carrière
Swanevelt kwam uit een artistieke familie, zijn overgrootvader was Lucas van Leyden, maar het is onduidelijk bij wie hij zijn opleiding kreeg. Zijn eerste gesigneerde schilderij maakte hij in 1623 in Parijs. In 1629 verhuisde hij naar Rome, waar hij vele landschappen schilderde. Zijn werk was erg populair bij de Romeinen. De machtige Antonio Barberini en het Vaticaan gaven hem opdrachten. In het Palazzo Pamphili zijn fresco's van hem geweest; hij werkte ook regelmatig op koper, een meer duurzaam materiaal. 
Swanevelt was lid van de Bentvueghels, een broederschap van kunstenaars en kreeg de bijnaam 'Eremiet' omdat hij graag in z'n eentje te midden van afgelegen ruïnes werkte. Niettemin is zijn werk goed te herkennen omdat hij meer aandacht aan het landschap besteedde.
Samen met Claude Lorrain en Nicolas Poussin beschilderde hij in opdracht van Filips IV van Spanje het buitenverblijf Buen Retiro bij Madrid. In 1641 keerde Van Swanevelt terug naar Parijs, waar hij zich in 1644 liet naturaliseren. Hij werkte samen met Jan Asselijn, die ook in Parijs verbleef, aan de decoratie van Hôtel Lambert. Swanevelt trok nog enkele keren naar Woerden om zijn familie te bezoeken, ook reisde hij opnieuw naar Rome. 
In 1650 trouwde hij met Suzanne Rousseau. Hij genoot de bescherming van kardinaal Richelieu en Lodewijk XIV en in 1651 werd hij lid van de "Académie Royale de Peinture et de Sculpture". In zijn latere jaren legde Van Swanevelt zich toe op de prentkunst en de verkoop van series. Swanevelt stierf in de Rue du Temple, waar hij in zijn appartement - in de Joodse buurt - een verzameling schilderijen, etsen, prenten bijeen had gebracht.

## Bron
Blankert, A. et al. (2007) Het zuiden tegemoet. De landschappen van Herman van Swanevelt 1603 - 1655.